# YDKテクノロジーズ
株式会社YDKテクノロジーズ（ワイディーケーテクノロジーズ、略称: YDK）は、航空宇宙機器、舶用関連機器を開発・製造する企業。主に防衛省向けの製品を製造している。
横河電機グループの子会社であったが、2018年より今治造船のグループ会社となっている。

## 沿革
1960年、北辰電機製作所が設立した日本電子機器株式会社を起源とする。北辰は戦時中、軍需産業の一端を担って急成長を遂げ、海外にも「Hokushin」のブランドは有名であった。戦後、北辰は技術の平和利用、民生利用を第一義として会社再建を行っていたため、防衛産業に再参入する上で、直接「Hokushin」ブランドを使うことを避け、同じ住友系列の日本電気をはじめ、当時の松下電器産業（現・パナソニック）、日本アスベスト（現・ニチアス）の協力を得て、将来の日本の防衛産業を担う会社として発足した。
1983年、筆頭株主の北辰が横河電機と合併し、横河北辰電機となる。
1993年、旧・北辰系の舶用関連機器の開発・製造会社である横河ナビテック（旧・北辰電機盛岡製作所）、旧・横河系の航空宇宙機器の開発・製造会社である横河航空電機と統合し、横河電子機器株式会社として再発足。
1998年、横河ウエザックより気象計測関連事業が移管される。
2018年に今治造船子会社の檜垣産業が、親会社の横河電機が所有する全株式を買い取り、今治造船グループの傘下に入った。2020年10月1日、社名を株式会社YDKテクノロジーズに変更。

## 事業所
- 本社 - 東京都渋谷区千駄ヶ谷5丁目23-13 南新宿JEBL
- 秦野事業所 - 神奈川県秦野市曽屋500
- 盛岡事業所 - 岩手県盛岡市上飯岡1丁目15-8
- 入間事業所 - 埼玉県入間市鍵山3丁目11-16
- 横須賀工場 - 神奈川県横須賀市浦郷町1丁目60-15
- 大湊工場 - 青森県むつ市山田町27-6
- 関西支店 - 大阪府大阪市中央区伏見町2丁目1-1 三井住友銀行高麗橋ビル7Ｆ
- 今治営業所 - 愛媛県今治市共栄町2丁目2-1 朝日生命今治ビル3F
- 長崎営業所 - 長崎県長崎市西坂町2-3 長崎駅前第一生命ビルディング8F